# Fishtank (prima edizione)
La prima edizione del reality show Fishtank è andata in onda in diretta dal sito web fishtank.live dal 18 aprile 2023 al 29 maggio 2023. 
Il programma prevedeva di rinchiudere in una casa per 6 settimane un gruppo di 8 concorrenti sconosciuti tra loro, che durante il periodo pattuito si sarebbero cimentati in delle sfide ad eliminazione a intervalli regolari, fino ad arrivare ad avere un vincitore, che avrebbe portato a casa un premio in denaro. A causa di imprevisti e decisioni prese dal cast per incrementare l'intrattenimento, il programma ha preso una piega più concentrata sull'improvvisazione, come eliminazioni inaspettate o l'introduzione di altri personaggi all'interno della casa. L'edizione è stata vinta da Josie, che si è aggiudicata un premio in denaro di 35.000 $, mentre Violetta, la seconda classificata, ha vinto 20.000 $.

## Concorrenti
Gli otto concorrenti (chiamati "fish") principali della prima edizione di Fishtank sono dei giovani adulti comuni, non famosi, dalle personalità intriganti e particolari, selezionati con l'obbiettivo di creare uno spettacolo più accattivante per gli spettatori. Le uniche informazioni su di loro vengono dalle brevi descrizioni testuali fornite sul sito del programma (talvolta contenenti informazioni false), aiutando a mantenere un alone di mistero e incrementando il desiderio di conoscerli attraverso i loro comportamenti durante la durata del programma.
| Nome     | Età | Sesso   | Luogo di provenienza       | Stato                       |
| -------- | --- | ------- | -------------------------- | --------------------------- |
| Josie    | 21  | Femmina | Arizona, Stati Uniti       | Vincitrice                  |
| Violetta | 23  | Femmina | Alberta, Canada            | Eliminata il 29 maggio 2023 |
| Vance    | 25  | Maschio | Auburn, Stati Uniti        | Eliminato il 25 maggio 2023 |
| Sylvia   | 23  | Femmina | Tulsa, Stati Uniti         | Eliminata il 18 maggio 2023 |
| Damiel   | 27  | Maschio | San Francisco, Stati Uniti | Eliminato il 7 maggio 2023  |
| Jonathan | 24  | Maschio | Bend, Stati Uniti          | Eliminato il 3 maggio 2023  |
| Mauro    | 24  | Maschio | New Mexico, Stati Uniti    | Eliminato il 26 aprile 2023 |
| Simmons  | 29  | Maschio | Suzhou, Cina               | Eliminato il 26 aprile 2023 |

Durante il programma, sono stati introdotti degli ulteriori personaggi (chiamati "Freeloaders") nella casa. Non possono partecipare nella competizione per il premio finale in denaro, ma possono interagire con i fish e nel caso riuscissero a tormentarne uno abbastanza da farlo abbandonare la casa, riceverebbero 1000 dollari. La maggior parte dei freeloaders sono personaggi inediti oppure noti sul web, mentre altri sono ex concorrenti che dopo l'uscita dalla casa sono ritornati con un nuovo ruolo.
| Nome      | Età | Sesso   | Luogo di provenienza       |
| --------- | --- | ------- | -------------------------- |
| Chris     | 26  | Maschio | Battle Creek, Stati Uniti  |
| Betty     | 23  | Femmina | Alberta, Stati Uniti       |
| Lance     | 25  | Maschio | Auburn, Stati Uniti        |
| Ella      | 21  | Femmina | Orlando Lakes, Stati Uniti |
| Simon     | 35  | Maschio | Vietnam                    |
| Mauro     | 24  | Maschio | New Mexico, Stati Uniti    |
| Jonathan  | 24  | Maschio | Bend, Stati Uniti          |
| Frank     | ?   | Maschio | ?                          |
| Alex      | ?   | Maschio | ?                          |
| Dontarius | ?   | Maschio | ?                          |